# Internet Storm Center
El Internet Storm Center o "Centro de Tormentas de Internet" (ISC) es un programa del Instituto Tecnológico SANS, una rama del Instituto SANS que monitorea el nivel de actividad maliciosa en Internet, particularmente lo relacionado con eventos de infraestructura de gran escala.
El ISC evolucionó de un sitio web llamado "Incidents.org", fundado inicialmente por el Instituto SANS para ayudar a la cooperación público-privada durante el cambio del milenio (Y2K). En 2000, Incidents.org comenzó a cooperar con DShield para crear una base de datos de consenso de incidentes (CID). Esta recogía información de seguridad desde los sitios cooperantes y de agencias para hacer análisis masivos.
El 22 de marzo de 2001, el SANS CID fue responsable de la detección temprana del ataque del gusano "Lion" a diversas instalaciones. La advertencia rápida y los esfuerzos de contramedidas organizados por el CID fueron instrumentales en controlar el daño causado por este gusano, que de otro modo podría haber sido mucho peor.
Más tarde, DShield se integró más en incidents.org cuando el Instituto SANS comenzó a patrocinar DShield. El CID ha sido renombrado como el "Internet Storm Center" en reconocimiento a la forma en que utiliza la red de sensores distribuidos, de forma similar a un tiempo centro de reporte climático que detectará y seguirá una tormenta atmosférica y proporcionar advertencias. Desde entonces, el ISC ha ampliado sus operaciones de control, y su sitio web tiene una cifra de más de veinte millones de "entradas de registro de detección de intrusos" por día. Y sigue ofreciendo análisis y alertas de amenazas a la seguridad de la comunidad de Internet.
Durante las últimas horas de 2005 y las primeras semanas de 2006, el Internet Storm Center fue a su periodo más largo en el tiempo de "amarilla" en el Infocon para el vulnerabilidad de WMF.
La característica más destacada de la ISC es un "Registro del controlador" de carácter diario, que es preparado por uno de los 40 administradores de incidentes de voluntariado y un resumen de los acontecimientos del día. Con frecuencia es la primera fuente pública de las nuevas tendencias de ataque y facilita activamente la cooperación, solicitando más información para entender mejor determinados ataques.
El Internet Storm Center cuenta en la actualidad con cerca de 40 voluntarios, que representan a 8 países y muchas industrias.

## Miembros Notables
- Director del ISC: Marcus Sachs
- Chief Technical Officer: Johannes Ullrich
- Controlador Tom Liston